# 함흥체육회 정구단
함흥체육회 정구단(咸興體育會庭球團)은 일제강점기 조선 함경남도 함흥군에 있었던 정구 선수단이다.

## 시즌별 성적
| 시즌 | 대회                     | 종목      | 참가 | 경기 | 승 | 무 | 패 | 순위 |
| ---- | ------------------------ | --------- | ---- | ---- | -- | -- | -- | ---- |
| 1923 | 전국체육대회 정구 청년부 | 남자 단체 | 11   | 2    | 1  | 0  | 1  | 4강  |

## 참고 문헌
- “스포츠지원포털 등록 현황”. 대한체육회.
- “대한체육회 국내종합경기대회”. 대한체육회.
- 《대한체육회 50년》. 대한체육회. 1970. 2020년 11월 8일에 원본 문서에서 보존된 문서. 2022년 11월 5일에 확인함.
- 《대한체육회 70년사》. 대한체육회. 1990. 2020년 11월 8일에 원본 문서에서 보존된 문서. 2022년 11월 5일에 확인함.
- 《대한체육회 90년사》. 대한체육회. 2011. 2020년 11월 8일에 원본 문서에서 보존된 문서. 2022년 11월 5일에 확인함.
- 대한체육회 100주년 기념사업부 (2020). 《대한민국 체육 100년》. 대한체육회.